# 苏州古典园林
苏州古典园林或称苏州园林、苏式园林是中国古典园林的重要流派，亦是江南园林的重要代表。苏州园林的艺术风格由北方传入南方。这一流派是以私人营造的古典园林为主。苏州园林起始于春秋时期的吴国建都阖闾城时（前514年），形成于五代，成熟于宋代，兴旺于明代，鼎盛于清代。到清末苏州地区已有各色园林一百七十多处，现保存完整的有六十多处，对外开放的园林有十九处。园林占地面积不大，但以意境见长，以独具匠心的艺术手法在有限的空间内点缀安排，移步换景，变化无穷。其意境深远、构筑精致、艺术高雅、文化内涵丰富而成为苏州众多古典园林的典范和代表，享有「江南園林甲天下，蘇州園林甲江南」之美譽。该园林自1997年起已被列入《世界文化遗产》，涵盖拙政园、留园、网师园、环秀山庄等首批四处，2000年增选沧浪亭、狮子林、艺圃、耦园与退思园，使总数达到九座。
截至2024年末，苏州市政府依据《苏州园林名录》已正式公布四批古典园林名录，共计108处，涵盖国有与私有宅园、寺庙园林及遗址，展示了苏州园林从宋明到民国各时代风貌。

## 世界文化遗产项目

### 登录过程
1997年和2000年先后有两批共九座园林列入世界文化遗产名录。
1997年，作为苏州古典园林典型例证，拙政园、留园、网师园和环秀山庄4处位于今苏州市姑苏区的古典园林一同列为世界文化遗产。2000年，增补五座古典园林，除吴江区的退思园外，皆位于姑苏区。联合国教科文组织世界遗产委员会评价道，没有任何地方比历史名城苏州的九大园林更能体现中国古典园林设计“咫尺之内再造乾坤”的理想，苏州园林被公认是实现这一设计思想的杰作。

### 登录标准
该世界遗产被认为满足世界遺產登錄基準中的以下基準而予以登錄：
- （i）表现人类创造力的经典之作。
- （ii）在某期间或某种文化圈里对建筑、技术、纪念性艺术、城镇规划、景观设计之发展有巨大影响，促进人类价值的交流。
- （iii）呈现有关现存或者已经消失的文化传统、文明的独特或稀有之证据。
- （iv）关于呈现人类历史重要阶段的建筑类型，或者建筑及技术的组合，或者景观上的卓越典范。
- （v）代表某一个或数个文化的人类传统聚落或土地使用，提供出色的典范－特别是因为难以抗拒的历史潮流而处于消灭危机的场合。

### 登录的园林

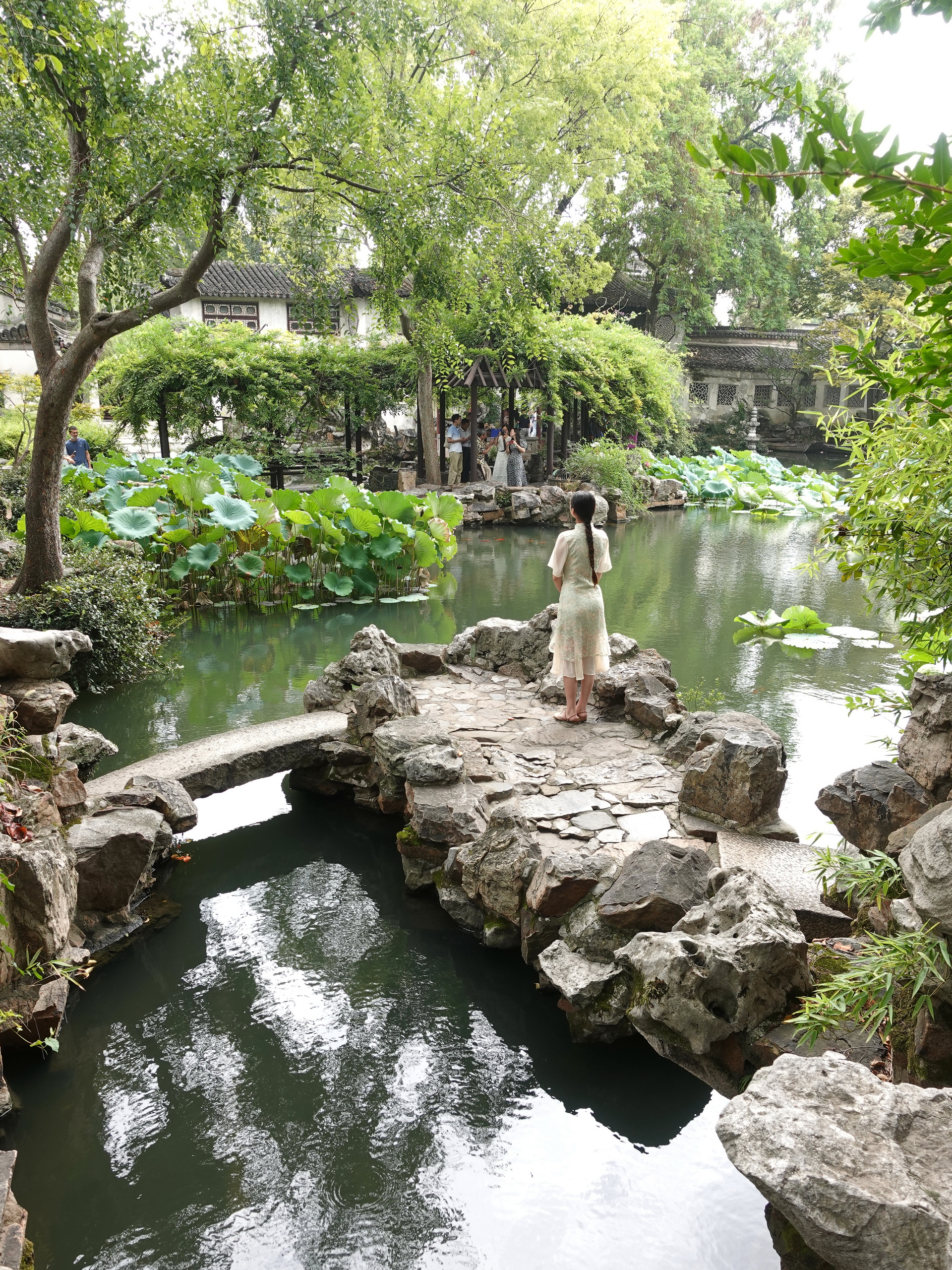
苏州留园的花园

- 拙政园
- 留园
- 网师园
- 环秀山庄
- 沧浪亭，2000年增补
- 狮子林，同上
- 艺圃，同上
- 耦园，同上
- 退思园，同上

## 苏州园林名录
2015年起，苏州市政府为了进一步提升对园林的保护和发展，建立完整的苏州园林档案数据库，决定制定《苏州园林名录》，截至2018年，名录已公布四批，共有108处古典及现代园林入选。